# Ernst Carl Ludwig von Weiher
Ernst Carl Ludwig von Weiher (* 9. Juni 1751 in Katz in Westpreußen; † 12. Oktober 1814 in Groß Botzepol in Hinterpommern) war ein deutscher Gutsbesitzer und Landrat.

## Leben
Er war ein Angehöriger der in Pommern und Westpreußen ansässigen adligen Familie von Weiher. Sein Vater George von Weiher (* 1704; † 1760) war königlich polnischer Kammerherr und Oberhauptmann der Lande Lauenburg und Bütow. Seine Mutter war eine geborene von Krockow.
Nach dem frühen Tod seines Vaters wuchs Ernst Carl Ludwig von Weiher im Haushalt seines Großvaters mütterlicherseits auf. Von 1766 bis 1769 studierte er an der Universität Göttingen und an der Universität Halle. Aus der Erbschaft seines Vaters hatte er das Gut Langfuhr bei Danzig geerbt, das er aber nach 1772 an den preußischen Staat verkaufte.
Stattdessen erwarb er das Gut Groß Boschpol im Lauenburg-Bütowschen Kreis. Er engagierte sich in der 1787 gegründeten Westpreußischen Landschaft, einem landschaftlichen Kreditinstitut, für die er 1790 Landschaftsrat und später Kreissenior wurde.
Im Jahre 1800 wurde Ernst Carl Ludwig von Weiher als Nachfolger von Franz Christoph von Somnitz zum Landrat des Lauenburg-Bütowschen Kreises gewählt. Dieses Amt übte er bis zu seinem Tode im Jahre 1814 aus. Landrat des Lauenburg-Bütowschen Kreises wurde nach ihm 1818 sein Bruder Moritz Heinrich von Weiher.

## Ehen und Nachkommen
Ernst Carl Ludwig von Weiher war in erster Ehe seit 1777 mit Dorothea Renate, einer geborenen von Weiher aus dem Hause Okkalitz, verheiratet. Aus der ersten Weiherschen Ehe gingen ein Sohn und zwei Töchter hervor. Eine der Töchter, Karoline Freiin von Weiher (* 1779; † 15. Februar 1860), heiratete 1805 Hermann von Hohenzollern-Hechingen (1777–1827) und war die letzte Trägerin des Namens Hohenzollern-Hechingen.
Nach dem Tod der ersten Gattin im Jahre 1786 heiratete Ernst Carl Ludwig von Weiher 1794 in zweiter Ehe Dorothea Friederike, eine verwitwete von Dorne und geborene Heller. Diese brachte einen Sohn aus erster Ehe mit, Jonathan Ernst von Dorne († 1827), der Rosine, geb. von Grumbkow heiratete. Aus der zweiten Weiherschen Ehe gingen zwei Söhne hervor. Der ältere, Karl Heinrich Ludwig von Weiher (1793–1879), wurde preußischer Offizier und verstarb als Oberstleutnant und Bataillons-Kommandeur. Karl heiratete am 21. März 1827 Elise, geb. Fraenkel, später verheiratete Crola, Tochter von Joseph Maximilian Fränkel (1788–1857), Bankier in Berlin, und dessen Ehefrau Caroline Sophie Elisabeth von Halle. Die Ehe blieb kinderlos und wurde 1836 wieder geschieden. Der jüngere Bruder Eugen von Weiher, Rittmeister auf Zemmin, Kreis Stolp, kam 1870 in den Besitz von Groß-Boschpol, das sein jüngster Sohn Maximilian von Weiher zuletzt verwaltete.